# 洪長庚

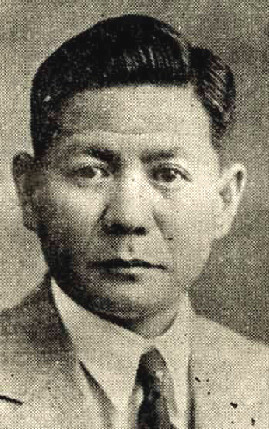
洪長庚

洪長庚（1893年5月26日—1966年3月21日），台灣台北市人，醫生。不但為台灣日治時期少數的留日醫生，也是台灣首位專攻眼科醫學的博士。其所一手創建的達觀醫院亦為台灣首座專門治療眼疾的私人醫療機構。

## 生平
洪長庚出身台北名門富商，其曾祖父為名人洪騰雲，父親則為淡江詩人洪以南。由於洪長庚在艋舺國語學校第一附屬公學校之師長岡本要八郎（礦物學家、北投石發現人）建議，自該校畢業的他於明治40年（1907年）前往日本留學。經過十數年中高等教育後，於大正9年（1920年）年畢業於大阪醫學大學。其後除前往東京帝國大學擔任講師外，也繼續深造，主修科目為眼科醫學。
昭和2年（1927年），洪長庚以「日本人脈絡膜及網膜色素胎生組織學」研究論文取得博士，成為台灣第三位醫學博士，也是台灣首位眼科醫學博士。
昭和4年（1929年），他返回台北並於大稻埕創立達觀眼科醫院，是台灣第一座專門診治眼疾的私人醫院，於戰後仍繼續營業。此外他也兼任台北市醫師公會理監事。1966年，他因肝癌病逝於台北。
洪長庚除了挽救不少差點失明的病患外，也經由岡本要八郎之啟蒙對礦物產生興趣，曾發表不少有關台灣礦石研究與晶體結構的書籍，更專文詳細介紹過北投石。1960年代時透過杜聰明博士之協調，他亦曾保存紀念岡本要八郎之「岡本翁頌德碑」於達觀眼科醫院庭院中，至1963年才因醫院改建將石碑遷至新北投善光寺。
他的孫子洪致文是台灣知名的鐵道研究者。

## 相關詞條
- 韓石泉
- 謝緯
- 王金河
- 吳新榮
- 賴和
- 蔣渭水
- 劉清風
- 劉清井
- 廖煥章
- 廖溫仁
- 陳新彬
- 郭松根
- 高天成
- 翁俊明
- 施江南
- 邱德金
- 林篤勳
- 林清月
- 周金波
- 李應章
- 王昶雄
- 杜聰明